# Światowy Dzień Dziergania w Miejscach Publicznych
Światowy Dzień Dziergania w Miejscach Publicznych – święto obchodzone w drugą sobotę czerwca i zapoczątkowane w 2005 roku przez Danielle Landes. Obchody tego święta często trwają przez cały tydzień, między drugą sobotą czerwca a jego trzecią niedzielą. W zamyśle ma ono być okazją dla osób zainteresowanych dziewiarstwem do spotkania się i wspólnego spędzenia czasu. Święto jest wykorzystywane jako okazja do popularyzacji szydełkowania czy robienia na drutach i zaprezentowania opinii publicznej środowiska dziewiarskiego. 
Zarówno szydełko, jak i druty to rodzaje rękodzieła, które nie wymagają interakcji z innymi. Zdarzyć się więc może, że przez całe lata poświęcać będzie się im czas, nie zdając sobie sprawy, że w mieszkaniu piętro wyżej mieszka ktoś dzielący tę pasję. Światowy Dzień Dziergania w Miejscach Publicznych daje więc okazję do wyjścia na zewnątrz i spotkania ludzi o podobnych zainteresowaniach, podzielenia się wiedzą i wymiany doświadczeń.
Święto jest wyjątkowe, jako że stanowi inicjatywę oddolną i jednocześnie największe wydarzenie rękodzielnicze na świecie. Lokalnie organizowane spotkania przygotowywane są przez wolontariuszy pracujących bezpłatnie i bez żadnych odgórnych wytycznych – stąd też każde wydarzenie ma odmienny przebieg. 
Różnego rodzaju aktywności organizowane są w ramach społeczności skupiających się wokół sklepów z włóczkami, for internetowych czy lokalnych grup rękodzielniczych. Spotkania odbywają się w przestrzeni miejskiej, parkach, kawiarniach i sklepach. W czasie ich trwania uczestnicy często prezentują projekty, nad którymi aktualnie pracują, uczą się szydełkowania/robienia na drutach, przygotowują albo montują instalacje yarnbombingowe, a także organizują zbiórki na cele charytatywne.
Zdarza się też, że pojedyncze osoby (także osoby publiczne) celebrują to święto również poprzez publikację w mediach społecznościowych swoich zdjęć w czasie szydełkowania/robienia na drutach w miejscach publicznych.
W roku 2005 odbyło się 25 lokalnie organizowanych wydarzeń. W 2006 było ich już 70, a w roku 2007 odbyło się ich prawie 200.
Przez te lata święto celebrowano w takich krajach, jak Australia, Chiny, Finlandia, Irlandia, Niemcy, Polska, Południowa Afryka, Szwecja, USA i Wielka Brytania.